# Paddy Buggy
Paddy Buggy (en irlandés: Páidí Ó Bogaigh)  (15 de marzo de 1929 - 15 de mayo de 2013) fue un deportista irlandés. Jugó hurling con su club local Slieverue, y fue miembro de la selección absoluta Kilkenny inter-condado a partir de 1949 hasta 1960. Luego se desempeñó como Presidente de la Asociación Atlética Gaélica desde 1982 hasta 1985.

## Muerte
Murió el 15 de mayo de 2013, a los 84 años de edad.